# Mark Seitz

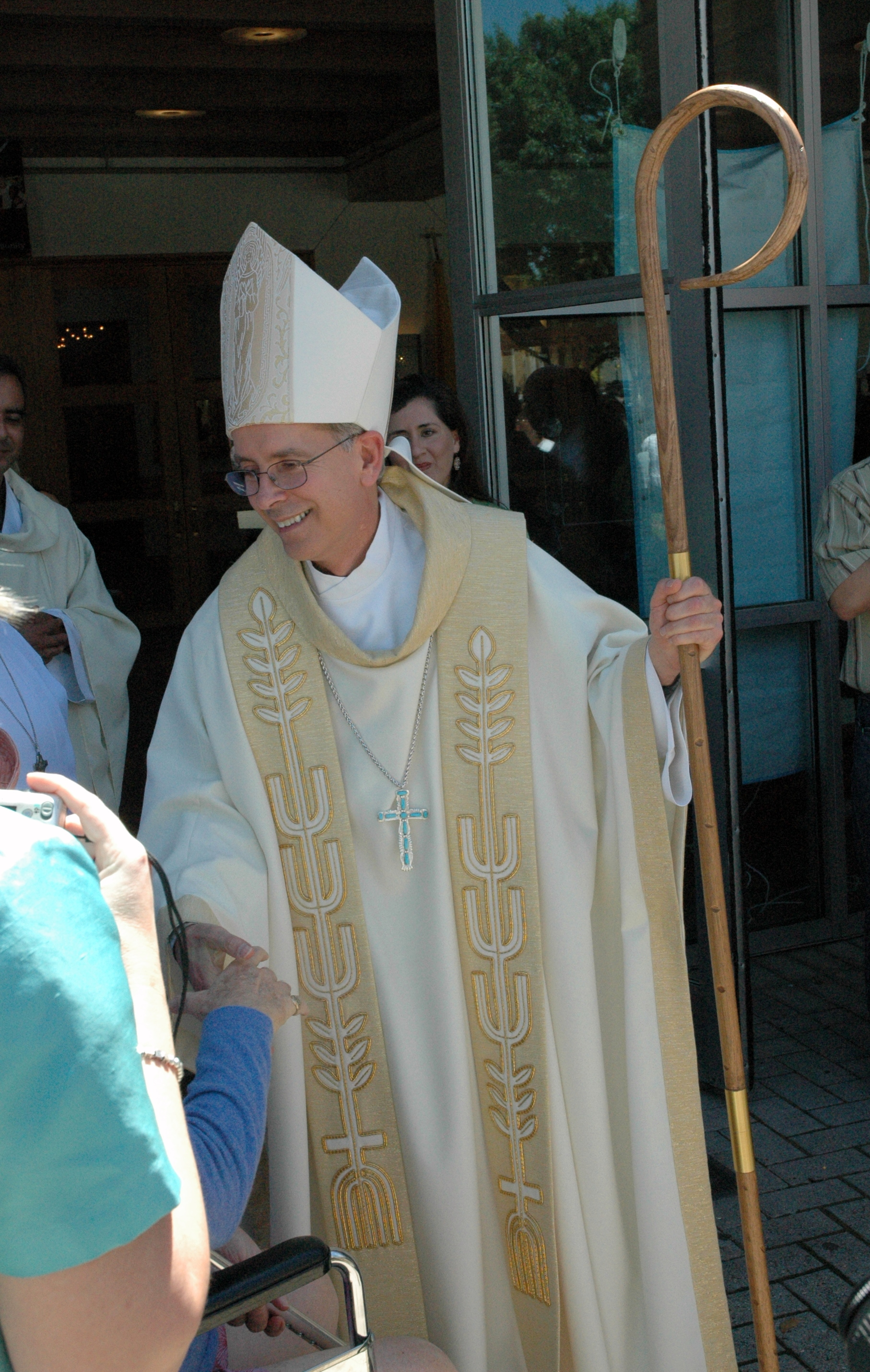
Bischof Mark Seitz

Bischofswappen

Mark Joseph Seitz, auch Mark J. Seitz, (* 10. Januar 1954 in Milwaukee, Wisconsin, USA) ist Bischof von El Paso.

## Leben
Mark Seitz, ältestes von zehn Geschwistern, trat 1972 in das Priesterseminar ein und studierte Philosophie und Theologie an der University of Dallas. Der Bischof von Dallas, Thomas Ambrose Tschoepe, weihte ihn am 17. Mai 1980 zum Priester. Von 1985 bis 1994 war er Professor für Liturgiewissenschaften und Sakramententheologie an der University of Dallas. Daneben war er unter anderem Vizerektor des Priesterseminars. 2004 erfolgte die Ernennung zum Monsignore durch Papst Johannes Paul II.
Papst Benedikt XVI. ernannte ihn am 11. März 2010 Titularbischof von Cozyla und zum Weihbischof in Dallas. Die Bischofsweihe spendete ihm der Bischof von Dallas, Kevin Joseph Farrell, am 27. April desselben Jahres; Mitkonsekratoren waren Michael Gerard Duca, Bischof von Shreveport, und Charles Victor Grahmann, emeritierter Bischof von Dallas.
Papst Franziskus ernannte ihn am 6. Mai 2013 zum Bischof von El Paso. Die Amtseinführung folgte am 9. Juli desselben Jahres.
Mark Seitz engagiert sich für zahlreiche soziale Projekte im Heiligen Land. Er ist Großoffizier des Ritterordens vom Heiligen Grab zu Jerusalem.